# Boyoma-vízesés
A Boyoma-vízesés (korábbi nevén Stanley Falls) a Kongói Demokratikus Köztársaság Tshopo tartományában,  a Lualaba folyó 10 km-es szakaszán fekvő hét vízesés, zúgó. A vízesés korábbi nevét Henry Morton Stanley újságíróról, Afrika-kutatóról kapta, aki a Kongó útját a forrásától a torkolatáig végigkövette. Az egymás után következő egyes vízesések magassága nem haladja meg a 4,5 m-t. A Lualaba-folyónak ez az ívet leíró szakasza Ubundu és Kisangani városok közé esik. A vízesés aljától, Kisangani városától a folyót Kongó-folyónak nevezik. A Lualaba-folyó ezen a szakaszon átlagosan 1300 m szélességű, teljes esése kb. 60 m. A Lualaba átlagos vízhozama a vízesésnél 6 550 m3/s. Árvízkor átlagosan 17 000 m³/s (a legnagyobb mért vízhozam eddig 52 000 m³/s volt). A vízesést a két várost összekötő áthidaló vasútvonal kerüli meg.